# Max Emcke

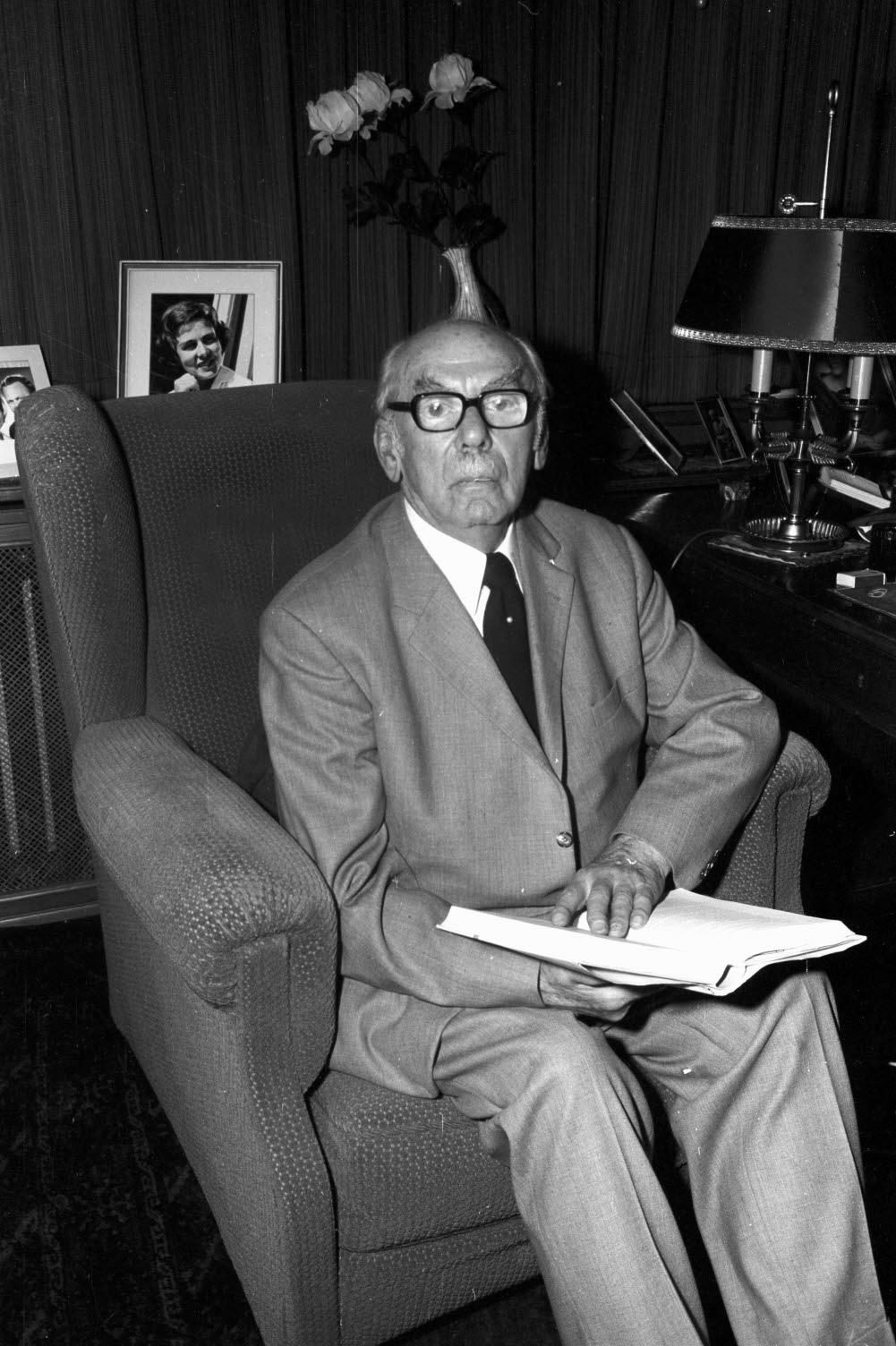
Max Emcke (1972)

Max Emcke (* 22. Juli 1892 in Weding; † 8. November 1982 in Kiel) war ein deutscher Politiker der CDU.

## Leben und Beruf
Nach dem Besuch der Volksschule in Tingleff in Nordschleswig legte Emcke nach Selbststudium auch die Mittlere Reife und das Abitur in Flensburg ab. Er studierte Rechts- und Staatswissenschaften an den Universitäten in Leipzig, Berlin und Kiel. Nach dem Referendarexamen 1920, der Promotion zum Doktor der Rechte im selben Jahr und der Vorbereitungszeit legte er 1923 die Große Juristische Staatsprüfung ab. Anschließend war er zunächst ein Jahr als Richter tätig, ließ sich dann jedoch als Rechtsanwalt in Kiel nieder und wurde später auch zum Notar berufen. Seine Kanzlei besteht nach mehreren Fusionen noch heute unter der Bezeichnung CausaConcilio in Kiel. Danker und Lehmann-Himmel charakterisieren ihn in ihrer Studie über das Verhalten und die Einstellungen der Schleswig-Holsteinischen Landtagsabgeordneten und Regierungsmitglieder der Nachkriegszeit in der NS-Zeit als „angepasst ambivalent“.

## Abgeordneter
Von 1947 bis 1950 war Emcke Landtagsabgeordneter in Schleswig-Holstein und vertrat den Wahlkreis Kiel-Zentrum im Parlament. Er war Vorsitzender des Untersuchungsausschusses „Fall Dr. Müller“. Der Landtag wählte ihn zum Mitglied der Bundesversammlung, die am 12. September 1949 Theodor Heuss zum ersten Bundespräsidenten wählte.

## Partei
Emcke, der zuvor keiner Partei angehört hatte, beteiligte sich 1945 an der Gründung der Demokratischen Union von Carl Schröter, die sich 1946 der CDU anschloss. 1950 trat er aus der CDU aus, 1966 schloss er sich der SPD an.

## Öffentliche Ämter
Emcke war seit dem 15. Mai 1945 kommissarischer Oberbürgermeister von Kiel. Er wurde aus unbekannten Gründen auf Weisung des Alliierten Kontrollrates im Februar 1946 abgesetzt und durch Otto Tschadek ersetzt.

## Ehrungen
- 1971 Verleihung der Andreas-Gayk-Medaille

## Veröffentlichungen
- Art. 4 der Reichsverfassung vom 11. August 1919 unter Berücksichtigung des amerikanischen und englischen Rechts, Diss. Uni Kiel, Kiel 1920.
- Ein Rückblick und Auszug aus meinem Leben. Zum 70. Geburtstag am 22.7.1962. Manuskript im Stadtarchiv Kiel.